# Ca sĩ mặt nạ (mùa 2)
Mùa thứ hai của chương trình Ca sĩ mặt nạ được phát sóng trên kênh truyền hình HTV2, VTVCab 1 và ứng dụng VieON từ ngày 4 tháng 8 năm 2023 đến ngày 16 tháng 12 năm 2023.
Người chiến thắng mùa này là Anh Tú trong mascot "Voi Bản Đôn", hạng nhì là Orange trong mascot "Ong Bây Bi", và hạng ba là Hương Lan trong mascot "Cú Tây Bắc".

## Ban cố vấn và dẫn chương trình
Dàn cố vấn của chương trình đã được công bố vào ngày 26 tháng 7 năm 2023. Trấn Thành và Tóc Tiên đều trở lại ở vị trí cố vấn cố định, trong khi Bích Phương có lần đầu đảm nhiệm vai trò này trong chương trình. Ngô Kiến Huy tiếp tục đảm nhiệm vị trí người dẫn chương trình của mùa này. Giống như mùa trước, các cố vấn khách mời cũng xuất hiện trong chương trình và thay đổi trong mỗi tập phát sóng, với Song Luân – người từng tham gia mùa đầu tiên trong mascot Nhím Uiza – là cố vấn khách mời ở tập đầu tiên của chương trình.
Giữa các cố vấn cố định xuyên suốt là Trấn Thành, Tóc Tiên và Bích Phương, sẽ có một giải thưởng "Tai vàng" cho cố vấn xuất sắc nhất của mùa đó. Trấn Thành là người chiến thắng của mùa này khi anh đoán đúng danh tính của 11/18 nhân vật, trong đó có cả mascot Cá Ngựa Đôi.

## Thí sinh
Các thí sinh của chương trình lần lượt được nhà sản xuất tiết lộ từ cuối tháng 7 năm 2023. "Cô M23" là nhân vật đầu tiên được xác nhận tham gia mùa này khi xuất hiện tại chương trình Sóng 23 vào đầu năm 2023, tuy nhiên nhân vật này không nằm trong số các thí sinh dự thi. Thay vào đó, danh tính của "Cô M23" – cùng với "Tiểu Phượng Hoàng" và "Nàng Mây", những mascot hỗ trợ trong mùa đầu tiên – đã được tiết lộ thông qua All-star Concert 2023, lần lượt là Nhật Thủy, Orange và Lâm Bảo Ngọc.
Trong vòng 1, 12 thí sinh được chia thành 3 bảng A, B, C và sẽ có những thí sinh phải lộ diện ngay từ tập đầu tiên, khác với mùa 1 khi các nhân vật chỉ bắt đầu lộ diện từ tập 4 trở đi. Bên cạnh các mascot thông thường, mùa này lần đầu tiên giới thiệu các mascot đôi gồm hai nhân vật bí ẩn cùng tham gia; danh tính của mascot này cũng là hai nghệ sĩ thay vì một. Sang vòng 2, mỗi bảng có thêm hai thí sinh gia nhập nhóm thành viên chính thức.
| Tên nhân vật | Tên nhân vật            | Tên nghệ sĩ         | Các tập   | Các tập   | Các tập   | Các tập   | Các tập   | Các tập   | Các tập   | Các tập   | Các tập   | Các tập   | Các tập   | Các tập   | Các tập   | Các tập   | Các tập   | Các tập   | Các tập   |
| Tên nhân vật | Tên nhân vật            | Tên nghệ sĩ         | 1         | 2         | 3         | 4         | 5         | 6         | 7         | 8         | 9         | 10        | 11        | 12        | 13        | 14        | 15        | 16        | 17        |
| Tên nhân vật | Tên nhân vật            | Tên nghệ sĩ         | Vòng 1    | Vòng 1    | Vòng 1    | Vòng 2    | Vòng 2    | Vòng 2    | Vòng 3    | Vòng 3    | Vòng 3    | Vòng 4    | Vòng 4    | Vòng 4    | Vòng 5    | Vòng 6    | Bán kết   | Chung kết | Trao giải |
| ------------ | ----------------------- | ------------------- | --------- | --------- | --------- | --------- | --------- | --------- | --------- | --------- | --------- | --------- | --------- | --------- | --------- | --------- | --------- | --------- | --------- |
| B            | Voi Bản Đôn             | Anh Tú              |           | AN TOÀN   |           |           | AN TOÀN   |           | AN TOÀN   |           |           | NGUY HIỂM |           |           | AN TOÀN   | AN TOÀN   | AN TOÀN   | AN TOÀN   | QUÁN QUÂN |
| A            | Ong Bây Bi (WC)         | Orange              |           |           |           | AN TOÀN   |           |           |           |           | NGUY HIỂM |           |           | THẮNG     | AN TOÀN   | NGUY HIỂM | NGUY HIỂM | AN TOÀN   | Á QUÂN    |
| A            | Cú Tây Bắc              | Hương Lan           | AN TOÀN   |           |           | AN TOÀN   |           |           | AN TOÀN   |           |           | THẮNG     |           |           | NGUY HIỂM | AN TOÀN   | NGUY HIỂM | NGUY HIỂM | GIẢI BA   |
| A            | HippoHappy              | Lâm Bảo Ngọc        | AN TOÀN   |           |           | AN TOÀN   |           |           |           | AN TOÀN   |           |           | NGUY HIỂM |           | NGUY HIỂM | AN TOÀN   | AN TOÀN   | LOẠI      |           |
| B            | Bố Gấu (WC)             | Hoàng Hải           |           |           |           |           | NGUY HIỂM |           |           |           | AN TOÀN   |           |           | NGUY HIỂM | AN TOÀN   | LOẠI      |           |           |           |
| B            | Cún Tóc Lô              | Ngọc Anh            |           | AN TOÀN   |           |           | AN TOÀN   |           |           | AN TOÀN   |           |           | THẮNG     |           | LOẠI      |           |           |           |           |
| C            | Chuột Cherry            | Nhật Thủy           |           |           | NGUY HIỂM |           |           | NGUY HIỂM |           |           | AN TOÀN   |           |           | LOẠI      |           |           |           |           |           |
| C            | Sứa Thủy Tinh           | Phượng Vũ           |           |           | AN TOÀN   |           |           | AN TOÀN   |           | NGUY HIỂM |           |           | LOẠI      |           |           |           |           |           |           |
| C            | Nàng Tiên Hoa (WC)      | Dương Hoàng Yến     |           |           |           |           |           | AN TOÀN   | NGUY HIỂM |           |           | LOẠI      |           |           |           |           |           |           |           |
| A            | Kỳ Lân Lãng Tử          | Dương Edward        | NGUY HIỂM |           |           | NGUY HIỂM |           |           |           |           | LOẠI      |           |           |           |           |           |           |           |           |
| C            | Thỏ Xỏ Khuyên           | Hoàng Dũng          |           |           | AN TOÀN   |           |           | AN TOÀN   |           | LOẠI      |           |           |           |           |           |           |           |           |           |
| B            | Cáo Tiểu Thư (WC)       | Vũ Thảo My          |           |           |           |           | AN TOÀN   |           | LOẠI      |           |           |           |           |           |           |           |           |           |           |
| C            | Tê Giác Ngộ Nghĩnh (WC) | Châu Khải Phong     |           |           |           |           |           | LOẠI      |           |           |           |           |           |           |           |           |           |           |           |
| B            | Cừu Bông                | Khởi My             |           | NGUY HIỂM |           |           | LOẠI      |           |           |           |           |           |           |           |           |           |           |           |           |
| A            | Bạch Khổng Tước (WC)    | Hoàng Mỹ An         |           |           |           | LOẠI      |           |           |           |           |           |           |           |           |           |           |           |           |           |
| C            | Madame Vịt              | Khánh Linh          |           |           | LOẠI      |           |           |           |           |           |           |           |           |           |           |           |           |           |           |
| B            | Cá Ngựa Đôi             | Trương Thảo Nhi     |           | LOẠI      |           |           |           |           |           |           |           |           |           |           |           |           |           |           |           |
| B            | Cá Ngựa Đôi             | Phạm Đình Thái Ngân |           | LOẠI      |           |           |           |           |           |           |           |           |           |           |           |           |           |           |           |
| A            | Khỉ Hồng                | Ưng Hoàng Phúc      | LOẠI      |           |           |           |           |           |           |           |           |           |           |           |           |           |           |           |           |

- A  Ca sĩ mặt nạ thuộc bảng A.
- B  Ca sĩ mặt nạ thuộc bảng B.
- C  Ca sĩ mặt nạ thuộc bảng C.
- (WC)  Ca sĩ mặt nạ tham gia chương trình từ vòng 2.
- QUÁN QUÂN  Ca sĩ mặt nạ giành vị trí quán quân.
- Á QUÂN  Ca sĩ mặt nạ giành vị trí á quân.
- GIẢI BA  Ca sĩ mặt nạ giành giải ba.
- THẮNG  Ca sĩ mặt nạ thắng vòng tương ứng và bước vào vòng trong.[f]
- AN TOÀN  Ca sĩ mặt nạ an toàn và không bị loại.
- NGUY HIỂM  Ca sĩ mặt nạ ở nhóm người có tỷ lệ bình chọn thấp nhất nhưng không bị loại, hoặc phải tham gia Vòng đối đầu nhưng không bị loại.
- LOẠI  Ca sĩ mặt nạ bị loại và phải cởi bỏ mặt nạ của mình.
- Ca sĩ mặt nạ không trình diễn tập này.

## Các tập phát sóng

### Tập 1 (4 tháng 8 năm 2023)
- Khách mời: Song Luân
- Tham khảo: [15][16][17][18]

| #            | Tên bí danh    | Bài hát                                                                | Bài hát                                                                | Bài hát                                                                | Kết quả   |
| ------------ | -------------- | ---------------------------------------------------------------------- | ---------------------------------------------------------------------- | ---------------------------------------------------------------------- | --------- |
| 1            | Khỉ Hồng       | "Vì anh là vậy" của Trọng Hiếu và Mew Amazing                          | "Vì anh là vậy" của Trọng Hiếu và Mew Amazing                          | "Vì anh là vậy" của Trọng Hiếu và Mew Amazing                          | NGUY HIỂM |
| 2            | Kỳ Lân Lãng Tử | "Cảm giác lúc ấy sẽ ra sao" của Hưng Cacao và Only C                   | "Cảm giác lúc ấy sẽ ra sao" của Hưng Cacao và Only C                   | "Cảm giác lúc ấy sẽ ra sao" của Hưng Cacao và Only C                   | NGUY HIỂM |
| 3            | Cú Tây Bắc     | "Đưa em tìm động hoa vàng" của Phạm Duy (nhạc) và Phạm Thiên Thư (thơ) | "Đưa em tìm động hoa vàng" của Phạm Duy (nhạc) và Phạm Thiên Thư (thơ) | "Đưa em tìm động hoa vàng" của Phạm Duy (nhạc) và Phạm Thiên Thư (thơ) | AN TOÀN   |
| 4            | HippoHappy     | "Quá khứ còn lại gì" của Vũ Minh Tâm                                   | "Quá khứ còn lại gì" của Vũ Minh Tâm                                   | "Quá khứ còn lại gì" của Vũ Minh Tâm                                   | AN TOÀN   |
| Vòng đối đầu | Vòng đối đầu   | Vòng đối đầu                                                           | Danh tính                                                              | Tỷ lệ bình chọn                                                        | Kết quả   |
| 1            | Khỉ Hồng       | "Sợ rằng em biết anh còn yêu em" của Vương Anh Tú                      | Ưng Hoàng Phúc                                                         | 35,97% (25% – 40,4%)                                                   | LOẠI      |
| 2            | Kỳ Lân Lãng Tử | "Sợ rằng em biết anh còn yêu em" của Vương Anh Tú                      | Chưa tiết lộ                                                           | 64,03% (75% – 59,6%)                                                   | AN TOÀN   |

- Phần lộ diện: "Thà rằng như thế" của Nguyễn Hoài Anh, thể hiện bởi Ưng Hoàng Phúc.

### Tập 2 (11 tháng 8 năm 2023 & 16 tháng 8 năm 2023)[h]
- Khách mời: Bảo Anh
- Tham khảo: [20][21][22][23]

| #            | Tên bí danh  | Bài hát                                                            | Bài hát                                                            | Bài hát                                                            | Kết quả   |
| ------------ | ------------ | ------------------------------------------------------------------ | ------------------------------------------------------------------ | ------------------------------------------------------------------ | --------- |
| 1            | Cừu Bông     | "Bước qua đời nhau" của Khắc Việt                                  | "Bước qua đời nhau" của Khắc Việt                                  | "Bước qua đời nhau" của Khắc Việt                                  | NGUY HIỂM |
| 2            | Voi Bản Đôn  | "Ngày mai người ta lấy chồng" của Đông Thiên Đức                   | "Ngày mai người ta lấy chồng" của Đông Thiên Đức                   | "Ngày mai người ta lấy chồng" của Đông Thiên Đức                   | AN TOÀN   |
| 3            | Cá Ngựa Đôi  | "Đừng ngoảnh lại" của Lưu Hương Giang – "Để em rời xa" của Phúc Bồ | "Đừng ngoảnh lại" của Lưu Hương Giang – "Để em rời xa" của Phúc Bồ | "Đừng ngoảnh lại" của Lưu Hương Giang – "Để em rời xa" của Phúc Bồ | NGUY HIỂM |
| 4            | Cún Tóc Lô   | "Yêu như ngày yêu cuối" của Tăng Nhật Tuệ                          | "Yêu như ngày yêu cuối" của Tăng Nhật Tuệ                          | "Yêu như ngày yêu cuối" của Tăng Nhật Tuệ                          | AN TOÀN   |
| Vòng đối đầu | Vòng đối đầu | Vòng đối đầu                                                       | Danh tính                                                          | Tỷ lệ bình chọn                                                    | Kết quả   |
| 1            | Cừu Bông     | "Tận cùng nỗi nhớ" của Andiez                                      | Chưa tiết lộ                                                       | 62,59% (21,58% – 41%)                                              | AN TOÀN   |
| 2            | Cá Ngựa Đôi  | "Tận cùng nỗi nhớ" của Andiez                                      | Trương Thảo Nhi                                                    | 37,41% (7,19% – 30,22%)                                            | LOẠI      |
| 2            | Cá Ngựa Đôi  | "Tận cùng nỗi nhớ" của Andiez                                      | Phạm Đình Thái Ngân                                                | 37,41% (7,19% – 30,22%)                                            | LOẠI      |

- Phần lộ diện: "Em là lý do" của Phạm Đình Thái Ngân – "Chạy qua bao con phố" của Trương Thảo Nhi, thể hiện bởi Phạm Đình Thái Ngân và Trương Thảo Nhi.

### Tập 3 (18 tháng 8 năm 2023 & 23 tháng 8 năm 2023)
- Khách mời: Rocker Nguyễn
- Tham khảo: [24][25][26][27]

| #            | Tên bí danh   | Bài hát                                       | Bài hát                                       | Bài hát                                       | Kết quả   |
| ------------ | ------------- | --------------------------------------------- | --------------------------------------------- | --------------------------------------------- | --------- |
| 1            | Madame Vịt    | "Thị Mầu" của Nguyễn Hoàng Phong và Masew     | "Thị Mầu" của Nguyễn Hoàng Phong và Masew     | "Thị Mầu" của Nguyễn Hoàng Phong và Masew     | NGUY HIỂM |
| 2            | Thỏ Xỏ Khuyên | "Khi người mình yêu khóc" của Phan Mạnh Quỳnh | "Khi người mình yêu khóc" của Phan Mạnh Quỳnh | "Khi người mình yêu khóc" của Phan Mạnh Quỳnh | AN TOÀN   |
| 3            | Chuột Cherry  | "Em yêu anh nhiều lắm" của Sỹ Luân            | "Em yêu anh nhiều lắm" của Sỹ Luân            | "Em yêu anh nhiều lắm" của Sỹ Luân            | NGUY HIỂM |
| 4            | Sứa Thủy Tinh | "Lửng lơ" của Masew, B Ray, RedT và Ý Tiên    | "Lửng lơ" của Masew, B Ray, RedT và Ý Tiên    | "Lửng lơ" của Masew, B Ray, RedT và Ý Tiên    | AN TOÀN   |
| Vòng đối đầu | Vòng đối đầu  | Vòng đối đầu                                  | Danh tính                                     | Tỷ lệ bình chọn                               | Kết quả   |
| 1            | Madame Vịt    | "Buông" của Vũ Ngọc Bích                      | Khánh Linh                                    | 35,97% (7,19% – 28,78%)                       | LOẠI      |
| 2            | Chuột Cherry  | "Buông" của Vũ Ngọc Bích                      | Chưa tiết lộ                                  | 64,03% (21,58% – 42,45%)                      | AN TOÀN   |

- Phần lộ diện: "Anh cứ đi đi" của Vương Anh Tú, thể hiện bởi Khánh Linh.

### Tập 4 (25 tháng 8 năm 2023 & 30 tháng 8 năm 2023)
- Khách mời: Hà Nhi
- Chủ đề: Ước mơ và công việc
- Khách mời đặc biệt: Minh Tú, Mai Tiến Dũng, Lê Dương Bảo Lâm, Quân A.P, BigDaddy[l]
- Tham khảo: [28][29][30][31]

| # | Tên bí danh     | Bài hát                                         | Danh tính    | Tỷ lệ bình chọn | Kết quả   |
| - | --------------- | ----------------------------------------------- | ------------ | --------------- | --------- |
| 1 | Kỳ Lân Lãng Tử  | "Tell Me Why" của Mr.A và Touliver              | Chưa tiết lộ | 13,59%          | NGUY HIỂM |
| 2 | Ong Bây Bi      | "Giá như cô ấy chưa xuất hiện" của Vương Anh Tú | Chưa tiết lộ | 26,21%          | AN TOÀN   |
| 3 | HippoHappy      | "Vùng ký ức" của Trần Duy Khang                 | Chưa tiết lộ | 24,27%          | AN TOÀN   |
| 4 | Bạch Khổng Tước | "Như lời đồn" của Khắc Hưng                     | Hoàng Mỹ An  | 11,65%          | LOẠI      |
| 5 | Cú Tây Bắc      | "Tình yêu màu nắng" của Phạm Thanh Hà           | Chưa tiết lộ | 24,27%          | AN TOÀN   |

- Phần lộ diện: "Bức thư cuối gửi anh" của Vũ Ngọc Bích, thể hiện bởi Hoàng Mỹ An.

### Tập 5 (1 tháng 9 năm 2023 & 6 tháng 9 năm 2023)
- Khách mời: Bảo Anh
- Chủ đề: Tình yêu điên rồ
- Tham khảo: [32][33][34][35]

| # | Tên bí danh  | Bài hát                                   | Danh tính    | Tỷ lệ bình chọn | Kết quả   |
| - | ------------ | ----------------------------------------- | ------------ | --------------- | --------- |
| 1 | Voi Bản Đôn  | "Rời bỏ" của Vũ Huy Hoàng                 | Chưa tiết lộ | 19,42%          | AN TOÀN   |
| 2 | Cừu Bông     | "Họ yêu ai mất rồi" của Doãn Hiếu         | Khởi My      | 17,48%          | LOẠI      |
| 3 | Bố Gấu       | "Đã sai từ lúc đầu" của Nguyễn Minh Cường | Chưa tiết lộ | 18,45%          | NGUY HIỂM |
| 4 | Cún Tóc Lô   | "Em gái mưa" của Mr. Siro                 | Chưa tiết lộ | 24,27%          | AN TOÀN   |
| 5 | Cáo Tiểu Thư | "Cơn mưa ngang qua" của Sơn Tùng M-TP     | Chưa tiết lộ | 20,39%          | AN TOÀN   |

- Phần lộ diện: "Người yêu cũ" của Phan Mạnh Quỳnh, thể hiện bởi Khởi My.

### Tập 6 (15 tháng 9 năm 2023 & 20 tháng 9 năm 2023)[m]
- Khách mời: Vũ Cát Tường
- Chủ đề: Cột mốc và những con số
- Tham khảo: [13][37][38][39]

| # | Tên bí danh        | Bài hát                                          | Danh tính       | Tỷ lệ bình chọn | Kết quả   |
| - | ------------------ | ------------------------------------------------ | --------------- | --------------- | --------- |
| 1 | Chuột Cherry       | "Bùa yêu" của Phạm Thanh Hà, DươngK, Tiên Cookie | Chưa tiết lộ    | 12,62%          | NGUY HIỂM |
| 2 | Tê Giác Ngộ Nghĩnh | "Thay tôi yêu cô ấy" của Thanh Hưng              | Châu Khải Phong | 11,65%          | LOẠI      |
| 3 | Thỏ Xỏ Khuyên      | "Em mới là người yêu anh" của Khắc Hưng          | Chưa tiết lộ    | 22,33%          | AN TOÀN   |
| 4 | Sứa Thủy Tinh      | "Chạm đáy nỗi đau" của Mr. Siro                  | Chưa tiết lộ    | 20,39%          | AN TOÀN   |
| 5 | Nàng Tiên Hoa      | "Hối duyên" của Khoi Vu và Masew                 | Chưa tiết lộ    | 33,01%          | AN TOÀN   |

- Phần lộ diện: "Ngắm hoa lệ rơi" của Duy Cường, thể hiện bởi Châu Khải Phong.

### Tập 7 (22 tháng 9 năm 2023)
- Khách mời: Văn Mai Hương
- Chủ đề: Lỗi lầm
- Tham khảo: [40][41][42][43]

| # | Bảng | Tên bí danh   | Bài hát                                                          | Danh tính    | Tỷ lệ bình chọn | Kết quả   |
| - | ---- | ------------- | ---------------------------------------------------------------- | ------------ | --------------- | --------- |
| 1 | B    | Cáo Tiểu Thư  | "Không ai khác ngoài em" của Madily và Ha Kiem                   | Vũ Thảo My   | 11,65%          | LOẠI      |
| 2 | A    | Cú Tây Bắc    | "Ngày xưa Hoàng Thị" của Phạm Duy (nhạc) và Phạm Thiên Thư (thơ) | Chưa tiết lộ | 37,86%          | AN TOÀN   |
| 3 | C    | Nàng Tiên Hoa | "Khôn ngoan" của Trung Ngon                                      | Chưa tiết lộ | 14,56%          | NGUY HIỂM |
| 4 | B    | Voi Bản Đôn   | "Lỗi tại mưa" của Vicky Nhung                                    | Chưa tiết lộ | 35,92%          | AN TOÀN   |

- Phần lộ diện: "Silence" của Benjamin James, thể hiện bởi Vũ Thảo My.

### Tập 8 (29 tháng 9 năm 2023)
- Khách mời: Nhật Thủy[b]
- Chủ đề: Ẩm thực
- Tham khảo: [44][45][46][47]

| # | Bảng | Tên bí danh   | Bài hát                                                                          | Danh tính    | Tỷ lệ bình chọn | Kết quả   |
| - | ---- | ------------- | -------------------------------------------------------------------------------- | ------------ | --------------- | --------- |
| 1 | C    | Sứa Thủy Tinh | "Em khóc được rồi" của Mew Amazing                                               | Chưa tiết lộ | 17,48%          | NGUY HIỂM |
| 2 | C    | Thỏ Xỏ Khuyên | "Người con gái ta thương" của Phạm Toàn Thắng (nhạc) và Ngô Võ Giang Trung (lời) | Hoàng Dũng   | 15,53%          | LOẠI      |
| 3 | A    | HippoHappy    | "Giữ lấy làm gì" của Grey D                                                      | Chưa tiết lộ | 36,89%          | AN TOÀN   |
| 4 | B    | Cún Tóc Lô    | "Phai" của Microwave                                                             | Chưa tiết lộ | 30,10%          | AN TOÀN   |

- Phần lộ diện: "Đoạn kết mới" của Hoàng Dũng, thể hiện bởi Hoàng Dũng.

### Tập 9 (6 tháng 10 năm 2023)
- Khách mời: Đạt G
- Chủ đề: Thanh xuân
- Tham khảo: [48][49][50][51]

| # | Bảng | Tên bí danh    | Bài hát                                   | Danh tính    | Tỷ lệ bình chọn | Kết quả   |
| - | ---- | -------------- | ----------------------------------------- | ------------ | --------------- | --------- |
| 1 | A    | Ong Bây Bi     | "Chuyện đôi ta" của Emcee L               | Chưa tiết lộ | 22,33%          | NGUY HIỂM |
| 2 | B    | Bố Gấu         | "Hoàng hôn tháng Tám" của Phạm Toàn Thắng | Chưa tiết lộ | 32,04%          | AN TOÀN   |
| 3 | A    | Kỳ Lân Lãng Tử | "Em hát ai nghe" của Trungg I.U           | Dương Edward | 18,45%          | LOẠI      |
| 4 | C    | Chuột Cherry   | "Rửa mặt đi em" của Đạt G                 | Chưa tiết lộ | 27,18%          | AN TOÀN   |

- Phần lộ diện: "Thương em" của Khắc Việt, thể hiện bởi Dương Edward.

### Tập 10 (13 tháng 10 năm 2023)
- Khách mời: Myra Trần
- Chủ đề: Vang bóng một thời
- Tham khảo: [52][53][54][55]

| #            | Bảng         | Tên bí danh   | Bài hát                                                               | Tỷ lệ bình chọn | Tỷ lệ bình chọn          | Kết quả   |
| ------------ | ------------ | ------------- | --------------------------------------------------------------------- | --------------- | ------------------------ | --------- |
| 1            | B            | Voi Bản Đôn   | "My everything" của Tiên Tiên                                         | Không tiết lộ   | Không tiết lộ            | NGUY HIỂM |
| 2            | C            | Nàng Tiên Hoa | "Trước khi em tồn tại" của Vũ Đình Trọng Thắng                        | Không tiết lộ   | Không tiết lộ            | NGUY HIỂM |
| 3            | A            | Cú Tây Bắc    | "Buồn làm chi em ơi" của Nguyễn Minh Cường – "Dang dở" của Hồ Phi Nal | 38,38%          | 38,38%                   | THẮNG     |
| Vòng đối đầu | Vòng đối đầu | Vòng đối đầu  | Vòng đối đầu                                                          | Danh tính       | Tỷ lệ bình chọn          | Kết quả   |
| 1            | B            | Voi Bản Đôn   | "Dành cho em" của Hoàng Tôn                                           | Chưa tiết lộ    | 61,87% (21,58% – 40,29%) | AN TOÀN   |
| 2            | C            | Nàng Tiên Hoa | "Dành cho em" của Hoàng Tôn                                           | Dương Hoàng Yến | 38,13% (7,2% – 30,93%)   | LOẠI      |

- Phần lộ diện: "Dù chỉ là" của Khắc Hưng, thể hiện bởi Dương Hoàng Yến.

### Tập 11 (20 tháng 10 năm 2023)
- Khách mời: Khắc Hưng
- Chủ đề: Buổi trình diễn để đời
- Tham khảo: [56][57][58][59]

| #            | Bảng         | Tên bí danh   | Bài hát                                                                    | Tỷ lệ bình chọn | Tỷ lệ bình chọn         | Kết quả   |
| ------------ | ------------ | ------------- | -------------------------------------------------------------------------- | --------------- | ----------------------- | --------- |
| 1            | B            | Cún Tóc Lô    | "Nỗi đau ngự trị" của Lương Bằng Quang – "Như vẫn còn đây" của Phúc Trường | 39,40%          | 39,40%                  | THẮNG     |
| 2            | C            | Sứa Thủy Tinh | "Khóc xong quên anh" của Trung Ngon                                        | 22,22%          | 22,22%                  | NGUY HIỂM |
| 3            | A            | HippoHappy    | "Buông" của Nguyễn Duy Anh                                                 | 38,38%          | 38,38%                  | NGUY HIỂM |
| Vòng đối đầu | Vòng đối đầu | Vòng đối đầu  | Vòng đối đầu                                                               | Danh tính       | Tỷ lệ bình chọn         | Kết quả   |
| 1            | A            | HippoHappy    | "Những kẻ mộng mơ" của Nguyễn Bảo Trọng                                    | Chưa tiết lộ    | 58,99% (21,58% – 37%)   | AN TOÀN   |
| 2            | C            | Sứa Thủy Tinh | "Những kẻ mộng mơ" của Nguyễn Bảo Trọng                                    | Phượng Vũ       | 41,01% (7,19% – 33,81%) | LOẠI      |

- Phần lộ diện: "Not My Only" của Mew Amazing, thể hiện bởi Phượng Vũ.

### Tập 12 (27 tháng 10 năm 2023)
- Khách mời: Quang Dũng
- Chủ đề: Một ngàn nỗi đau
- Khách mời đặc biệt: Ngọc Mai, Trần Thu Hà, Vũ Hà[o]
- Tham khảo: [14][60][61][62]

| #            | Bảng         | Tên bí danh  | Bài hát                                      | Tỷ lệ bình chọn | Tỷ lệ bình chọn          | Kết quả   |
| ------------ | ------------ | ------------ | -------------------------------------------- | --------------- | ------------------------ | --------- |
| 1            | B            | Bố Gấu       | "Trò đùa của tạo hóa" của Nguyễn Hồng Thuận  | Chưa tiết lộ    | Chưa tiết lộ             | NGUY HIỂM |
| 2            | C            | Chuột Cherry | "Rồi ta sẽ ngắm pháo hoa cùng nhau" của Olew | Chưa tiết lộ    | Chưa tiết lộ             | NGUY HIỂM |
| 3            | A            | Ong Bây Bi   | "Là anh đó" của Andiez                       | 45,45%          | 45,45%                   | THẮNG     |
| Vòng đối đầu | Vòng đối đầu | Vòng đối đầu | Vòng đối đầu                                 | Danh tính       | Tỷ lệ bình chọn          | Kết quả   |
| 1            | B            | Bố Gấu       | "Tìm" của Phạm Toàn Thắng                    | Chưa tiết lộ    | 57,55% (21,58% – 35,97%) | AN TOÀN   |
| 2            | C            | Chuột Cherry | "Tìm" của Phạm Toàn Thắng                    | Nhật Thủy       | 42,45% (7,19% – 35%)     | LOẠI      |

- Phần lộ diện: "Gật đầu" của Đoàn Minh Quân, thể hiện bởi Nhật Thủy.

### Tập 13 (3 tháng 11 năm 2023)
- Khách mời: Erik và Thùy Chi
- Chủ đề: Fans-tastic – Những kỉ niệm bùng nổ với người hâm mộ
- Khách mời đặc biệt: Đông Thiên Đức
- Tham khảo: [63][64][65][66]

| # | Tên bí danh | Bài hát | Danh tính    | Tỷ lệ bình chọn | Kết quả   |
| - | ----------- | --- | ------------ | --------------- | --------- |
| 1 | HippoHappy  | "Chắc ai đó sẽ về" của Sơn Tùng M-TP | Chưa tiết lộ | 8,74%           | NGUY HIỂM |
| 2 | Cún Tóc Lô  | "Vỡ tan" của Trịnh Thăng Bình | Ngọc Anh     | 7,77%           | LOẠI      |
| 3 | Cú Tây Bắc  | "Bèo dạt mây trôi" của dân ca Quan họ và Đặng Ngọc Long (nhạc) – "Người ơi người ở đừng về" của dân ca Quan họ Bắc Ninh và Xuân Tứ (lời) – "Em tôi" của Thuận Yến (nhạc) và Xuân Trường (lời) | Chưa tiết lộ | 12,62%          | NGUY HIỂM |
| 4 | Ong Bây Bi  | "Gặp lại năm ta 60" của Ong Bây Bi | Chưa tiết lộ | 31,07%          | AN TOÀN   |
| 5 | Bố Gấu      | "Vô cùng" của Võ Hoài Phúc (nhạc) và Huỳnh Tuấn Anh (lời) | Chưa tiết lộ | 14,56%          | AN TOÀN   |
| 6 | Voi Bản Đôn | "Khóa ly biệt" của Đông Thiên Đức | Chưa tiết lộ | 25,24%          | AN TOÀN   |

- Phần lộ diện: "Hãy yêu khi ta còn bên nhau" của Ngọc Anh, thể hiện bởi Ngọc Anh.

### Tập 14 (10 tháng 11 năm 2023)
- Khách mời: Hứa Kim Tuyền
- Chủ đề: OTP
- Khách mời đặc biệt: Nguyễn Minh Cường
- Tham khảo: [67][68][69][70]

| # | Tên bí danh | Bài hát                                                             | Danh tính    | Tỷ lệ bình chọn | Kết quả   |
| - | ----------- | ------------------------------------------------------------------- | ------------ | --------------- | --------- |
| 1 | Ong Bây Bi  | "Ngủ một mình" của Hieuthuhai, Negav (lời) và Kewtiie (nhạc)        | Chưa tiết lộ | 17,48%          | NGUY HIỂM |
| 2 | Cú Tây Bắc  | "Gọi em là đóa hoa sầu" của Phạm Duy (nhạc) và Phạm Thiên Thư (thơ) | Chưa tiết lộ | 20,39%          | AN TOÀN   |
| 3 | Bố Gấu      | "Có nỗi buồn ghé qua" của Nguyễn Minh Cường                         | Hoàng Hải    | 12,62%          | LOẠI      |
| 4 | Voi Bản Đôn | "Duyên do trời, phận tại ta" của Voi Bản Đôn và Phan Hiếu           | Chưa tiết lộ | 23,30%          | AN TOÀN   |
| 5 | HippoHappy  | "Rồi em sẽ gặp một chàng trai khác" của Hứa Kim Tuyền               | Chưa tiết lộ | 26,21%          | AN TOÀN   |

- Phần lộ diện: "Nhắn gió mây rằng anh yêu em" của Đoàn Minh Vũ, thể hiện bởi Hoàng Hải.

### Tập 15 – Bán kết (17 tháng 11 năm 2023)[r]
- Khách mời: Minh Tuyết
- Chủ đề: Tinh hoa hội tụ
- Tham khảo: [71][72][73][74]

| #                               | Tên bí danh                     | Bài hát                                                                                     | Danh tính                       | Người hỗ trợ                    | Tỷ lệ bình chọn                 | Kết quả                         |
| Tiết mục của khách mời đặc biệt | Tiết mục của khách mời đặc biệt | Tiết mục của khách mời đặc biệt                                                             | Tiết mục của khách mời đặc biệt | Tiết mục của khách mời đặc biệt | Tiết mục của khách mời đặc biệt | Tiết mục của khách mời đặc biệt |
| ------------------------------- | ------------------------------- | ------------------------------------------------------------------------------------------- | ------------------------------- | ------------------------------- | ------------------------------- | ------------------------------- |
| ĐB                              | Dứa Minh Tinh                   | "Đại minh tinh" của Hứa Kim Tuyền                                                           | Minh Tuyết                      | —                               | Không có                        | Không có                        |
| Phần chính                      |                                 |                                                                                             |                                 |                                 |                                 |                                 |
| 1                               | Ong Bây Bi                      | "Lệ lưu ly" của DT Tập Rap và Drum7 – "Cắt đôi nỗi sầu" của Tăng Duy Tân                    | Chưa tiết lộ                    | Bướm Mặt Trăng                  | 23,31%                          | NGUY HIỂM                       |
| 2                               | Voi Bản Đôn                     | "Chắc anh đang" của Tiên Tiên – "Lời tạm biệt chưa nói" của Kai Đinh                        | Chưa tiết lộ                    | Miêu Quý Tộc                    | 25,24%                          | AN TOÀN                         |
| 3                               | Cú Tây Bắc                      | "Từ đó" của Phan Mạnh Quỳnh – "Giấc mơ trưa" của Giáng Son (nhạc) và Nguyễn Vĩnh Tiến (lời) | Chưa tiết lộ                    | Tí Nâu                          | 24,27%                          | NGUY HIỂM                       |
| 4                               | HippoHappy                      | "Ngày chưa giông bão" của Phan Mạnh Quỳnh                                                   | Chưa tiết lộ                    | Bố Gấu                          | 27,18%                          | AN TOÀN                         |

### Tập 16 – Chung kết (24 tháng 11 năm 2023)
- Khách mời: Bằng Kiều
- Khách mời đặc biệt: Phượng Vũ, Hoàng Dũng, Phạm Đình Thái Ngân, Trương Thảo Nhi, Nhật Thủy, Vũ Thảo My, Tez...[s]
- Chủ đề: Tôi phi thường
- Tham khảo: [75][76][77][78]

| #                               | Tên bí danh                     | Bài hát                                      | Danh tính                       | Tỷ lệ bình chọn                 | Tổng điểm                       | Kết quả                         |
| Tiết mục của khách mời đặc biệt | Tiết mục của khách mời đặc biệt | Tiết mục của khách mời đặc biệt              | Tiết mục của khách mời đặc biệt | Tiết mục của khách mời đặc biệt | Tiết mục của khách mời đặc biệt | Tiết mục của khách mời đặc biệt |
| ------------------------------- | ------------------------------- | -------------------------------------------- | ------------------------------- | ------------------------------- | ------------------------------- | ------------------------------- |
| ĐB                              | Ếch Ca Ca                       | "Nếu không vui đã là sai rồi" của Ếch Ca Ca  | Bằng Kiều                       | Không có                        | Không có                        | Không có                        |
| Phần chính                      |                                 |                                              |                                 |                                 |                                 |                                 |
| 1                               | HippoHappy                      | "Nói không thành lời" của Nguyễn Hải Minh Cơ | Lâm Bảo Ngọc                    | 13,58%                          | 20,39%                          | LOẠI                            |
| 2                               | Cú Tây Bắc                      | "Bậu ơi đừng khóc" của Hamlet Trương         | Chưa tiết lộ                    | 22,33%                          | 23,3%                           | NGUY HIỂM                       |
| 3                               | Ong Bây Bi                      | "Bát cơm mặn" của Ong Bây Bi và Mew Amazing  | Chưa tiết lộ                    | 36,91%                          | 30,1%                           | AN TOÀN                         |
| 4                               | Voi Bản Đôn                     | "Đừng nên nói" của Đạt G                     | Chưa tiết lộ                    | 27,18%                          | 26,21%                          | AN TOÀN                         |

- Tiết mục tổng hợp: "Tôi phi thường" của Bùi Công Nam, thể hiện bởi Cú Tây Bắc, Ong Bây Bi, HippoHappy và Voi Bản Đôn.
- Phần lộ diện: "Trái tim tan vỡ cũng không sao" của Tiên Cookie, thể hiện bởi Lâm Bảo Ngọc.

### Tập 17 –Công bố và trao giải(16 tháng 12 năm 2023 – Truyền hình trực tiếp)
- Khán giả đặc biệt: Trương Thế Vinh, Lâm Vỹ Dạ, Lê Dương Bảo Lâm, Trương Quỳnh Anh, Đạt G, Hứa Kim Tuyền, Mew Amazing...
- Tham khảo: [2][3][4][5]

| #                               | Tên bí danh                     | Tiết mục đặc biệt                  | Bài hát lộ diện                      | Danh tính                       | Tỷ lệ bình chọn                 | Kết quả                         |
| Tiết mục của Khách mời đặc biệt | Tiết mục của Khách mời đặc biệt | Tiết mục của Khách mời đặc biệt    | Tiết mục của Khách mời đặc biệt      | Tiết mục của Khách mời đặc biệt | Tiết mục của Khách mời đặc biệt | Tiết mục của Khách mời đặc biệt |
| ------------------------------- | ------------------------------- | ---------------------------------- | ------------------------------------ | ------------------------------- | ------------------------------- | ------------------------------- |
| ĐB                              | Tí Nâu                          | "Việt Nam trong tôi là" của Yến Lê | Không có                             | Thùy Chi                        | Không có                        | Không có                        |
| ĐB                              | Lady Mây                        | "Môi chạm môi" của August và Tez   | Không có                             | Myra Trần                       | Không có                        | Không có                        |
| Phần Công bố và Trao giải       |                                 |                                    |                                      |                                 |                                 |                                 |
| 1                               | Ong Bây Bi                      | Không có                           | "Có đau thì đau một mình" của Orange | Orange                          | 30,3% (122.610)                 | Á QUÂN                          |
| 2                               | Voi Bản Đôn                     | Không có                           | "Một phần hai" của August và OgeNus  | Anh Tú                          | 45,4% (183.324)                 | QUÁN QUÂN                       |
| 3                               | Cú Tây Bắc                      | Không có                           | "Mẹ ơi, mai con về" của Hoàng Nhất   | Hương Lan                       | 24,3% (98.219)                  | GIẢI BA                         |

- Thông qua VieON, Voi Bản Đôn nhận được 183.324 phiếu, Cú Tây Bắc nhận được 98.219 phiếu và Ong Bây Bi nhận được 122.610 phiếu.
- Những tiết mục ở trên được truyền hình trực tiếp, những tiết mục còn lại được phát sóng vào các ngày 30 tháng 12 năm 2023 và 13 tháng 1 năm 2024.

## Đón nhận
Sau thành công của mùa đầu tiên, khán giả chờ đợi vào sự trở lại của mùa thứ hai. Những thay đổi về luật chơi cũng như các nhân vật bí ẩn và mascot đã và đang thu hút được nhiều sự quan tâm của khán giả. Sau tập đầu tiên, hai mascot HippoHappy và Cú Tây Bắc được khán giả quan tâm nhiều nhất. Những tập phát sóng sau đó cũng khiến khán giả tò mò vì sự xuất hiện của các mascot mới, trong đó có mascot đôi Cá Ngựa Đôi lần đầu tiên xuất hiện trong chương trình.
Theo VnExpress, khán giả cho rằng mùa thứ 2 của chương trình thu hút công chúng nhờ hội tụ những giọng hát ấn tượng cả về mặt kỹ thuật lẫn cảm xúc. Chỉ sau hai tập, chương trình nói chung cũng như các tiết mục nói riêng thu hút sự quan tâm của cộng đồng mạng. Theo ghi nhận của VieZ, tập 3 là tập đầu tiên mà khán giả "không muốn loại ai" vì những bản phối của ban nhạc Hoài Sa, nhất là tiết mục đối đầu giữa Madame Vịt và Chuột Cherry. Màn lộ diện sau đó của ca sĩ Khánh Linh trong mascot Madame Vịt khiến nhiều khán giả tiếc nuối vì cô không thể bước sâu hơn trong chương trình. Từ khóa "ca sĩ Khánh Linh" lọt top 2 tìm kiếm thịnh hành sau khi phần lộ diện của tập 3 được lên sóng. VieZ trích dẫn một bình luận của khán giả rằng 95% khán giả đoán sai mascot lộ diện của tập 3.
Những tập đầu tiên khiến khán giả đặt nghi vấn về việc của chương trình kém sức hút hơn so với mùa đầu tiên với sự thay đổi luật chơi, mascot không đặc sắc, phần lộ diện thiếu đi cảm xúc, và đặc biệt là những phần trình diễn hầu như thiếu đi điểm nhấn và không để lại ấn tượng cho khán giả. Sau 4 tập, chỉ có tiết mục "Ngày mai người ta lấy chồng" của Voi Bản Đôn tạo được sức hút đáng kể. Tuy nhiên, từ tập 5, chương trình được nhiều khán giả cho là có sự chuyển biến tích cực hơn nhờ những bản phối mới của các mascot thể hiện trên sân khấu. Báo Phụ nữ Việt Nam cho biết chương trình đã lựa chọn được những ca khúc được nhiều người yêu thích nhằm thu hút khán giả đại chúng và củng cố được niềm tin vào sự khởi sắc trở lại của mùa thứ hai. Những tiết mục cũng vì thế mà trở nên ấn tượng hơn và chạm được đến cảm xúc của người nghe. Bên cạnh đó, nhiều khán giả cho rằng chương trình đã kịp thời nhận thức và đưa ra những thay đổi tích cực hơn so với những tập trước đó, từ thiết kế trang phục của các mascot trở nên bắt mắt hơn, đến sự biến hóa trong cách hát của các nghệ sĩ bí ẩn tạo nên sự bất ngờ và tiếc nuối cho khán giả khi có mascot lộ diện.

### Đánh giá
Bài đánh giá của Hoa Học Trò cho biết việc mascot sẽ có thể phải lộ diện ngay từ lần xuất hiện đầu tiên sẽ giúp tăng thêm tính kịch tính cho chương trình, đồng thời hạn chế được việc chương trình bị kéo dài như đã xảy ra ở mùa đầu tiên. Cố vấn trong tập đầu tiên với sự xuất hiện của Bích Phương và khách mời Song Luân cũng nhận được sự yêu thích của khán giả; trong khi Trấn Thành được nhận xét là tiết chế hơn so với mùa đầu tiên.
Theo báo Tuổi Trẻ, ngoài những phần trình diễn của các mascot trong chương trình thì phần giao lưu giữa họ với ban cố vấn là một trong những yếu tố khá quan trọng để chương trình Ca sĩ mặt nạ thu hút khán giả. Bài viết nhận định, phần giao lưu ở mùa 2 được chuyên nghiệp hóa lên và bởi vậy nên thời gian dành cho phần này cũng kéo dài hơn. Một ý kiến của khán giả bên dưới video phát sóng của tập 3 cho biết: "Nghe hát là chính mà giao lưu nhiều quá... Tua mỏi tay".
Theo báo Dân Việt, mùa này không còn thu hút khán giả như những gì mà mùa đầu tiên đã làm được. Bài viết chỉ ra 3 nguyên nhân chính: không còn "hiệu ứng mùa đầu tiên", cố vấn mùa này bị cho là "diễn kịch" và chưa có tiết mục nào thật sự mang tính đột phá. Mặc dù vậy, bài viết khẳng định đây vẫn là một chương trình đáng xem với nhiều tiết mục được dàn dựng kỹ lưỡng cũng như sự xuất hiện của những giọng hát thực lực.
Một bài viết trên báo Người lao động cho rằng việc khán giả cố gắng truy tìm bằng được danh tính thật của những mascot mỗi khi họ xuất hiện tại chương trình là một phần để tạo nên sức hút thú vị cho chương trình; minh chứng là việc chương trình luôn thuộc top đầu trong bảng xếp hạng xu hướng tìm kiếm. Những nghệ sĩ được khán giả dự đoán dù chỉ là ước chừng và cảm tính nhưng vẫn không ít lần khiến cộng đồng mạng xôn xao.

### Thống kê
Tính đến trưa ngày 17 tháng 8, có ba video về tập 2 của chương trình cùng lọt vào top thịnh hành trên YouTube. Cụ thể, phần trình diễn và vòng đối đầu của tập này có mặt trong top 5 với 2,8 triệu lượt xem và 23.000 lượt thích. Phần trình diễn của mascot Voi Bản Đôn trong tập này cũng gây ấn tượng với khán giả và lọt top 9 thịnh hành với 1,3 triệu lượt xem cùng hơn 12.000 lượt thích. Cũng nhờ phần trình diễn của Voi Bản Đôn, ca khúc "Ngày mai người ta lấy chồng" gây sốt trở lại trên mạng xã hội. Bên cạnh đó, tiết mục lộ diện của cặp đôi mascot Cá Ngựa Đôi – với sự xuất hiện của Trương Thảo Nhi và Phạm Đình Thái Ngân – cũng lọt top thịnh hành chỉ sau chưa đầy 24 giờ phát hành.
Vòng 3 của Ca sĩ mặt nạ mùa 2 với sự góp mặt của những mascot có giọng hát nội lực đã thu hút sự chú ý mạnh mẽ của mạng xã hội. Tập 7 của chương trình đạt top 3 thịnh hành trên YouTube chỉ sau 1 ngày phát sóng nhờ sức hút ở phần thể hiện của các mascot Cú Tây Bắc, Voi Bản Đôn, Nàng Tiên Hoa, và phần lộ diện nhận được nhiều lời khen của Vũ Thảo My trong mascot Cáo Tiểu Thư; cùng với đó là phần lộ diện trong tập 6 ở vị trí thứ 5. Hashtag "#CaSiMatNa" của chương trình cũng đem về hơn 1,3 tỷ lượt xem trên nền tảng TikTok. Theo bảng xếp hạng SocialTrend Ranking tuần từ ngày 19 đến 25 tháng 9, chương trình Ca sĩ mặt nạ mùa 2 đứng đầu bảng xếp hạng thịnh hành mảng âm nhạc trên mạng xã hội với hơn 72.000 lượt thảo luận. Tập 8 với màn lộ diện của "Thỏ Xỏ Khuyên" Hoàng Dũng cùng 4 phần trình diễn của các mascot đã lọt top 1 thịnh hành YouTube với gần 9.000 lượt thích và gần 2.000 bình luận chỉ sau 2 ngày lên sóng.
Bất chấp việc bị đánh giá là "nhạt nhòa" hơn so với mùa đầu tiên, một thống kê chỉ ra rằng Ca sĩ mặt nạ mùa 2 là chương trình duy nhất trong năm 2023 có 5 trong tổng số 13 tập phát sóng lọt vào top thịnh hành trên YouTube, chứng tỏ chương trình vẫn thu hút những người yêu âm nhạc.

## Tranh cãi

### Trong chương trình
Thành công của mùa đầu tiên khiến khán giả càng kỳ vọng hơn khi chương trình trở lại với mùa 2. Tuy nhiên, sau những tập phát sóng đầu tiên, chương trình lại chưa đáp ứng được những kỳ vọng đó của khán giả. Bài đánh giá của báo Phụ nữ số sau hai tập đầu tiên cho rằng có nhiều yếu tố khiến chương trình chưa thỏa mãn mong muốn của khán giả, chẳng hạn như nghệ sĩ lộ diện không đặc sắc và dễ đoán, những nghệ sĩ mùa này không gây sốt; trang phục mascot đơn giản, khiến phần nhìn trở nên kém thu hút. Việc cố gắng tạo nên điểm khác biệt như lùi thời điểm lộ diện mascot không thông báo trước bị cho là đang làm màu và làm hỏng cảm xúc của người xem.
Nhiều khán giả chia sẻ với báo Tuổi Trẻ rằng sự thay đổi của chương trình ở mùa này khiến họ "chưa thật sự thỏa mãn". Bên cạnh việc những phần trình diễn của các mascot không tạo được sự lan tỏa như mùa đầu tiên, phần giao lưu, trò chuyện giữa các nghệ sĩ lại chiếm quá nhiều thời lượng của chương trình. Một khán giả cho rằng những lời phân tích của ban cố vấn về các mascot là khá dông dài và không tập trung vào chuyên môn giọng hát; thậm chí họ còn đưa ra những ý kiến để hướng đến một nhân vật khác thay vì hướng thẳng vào danh tính thật của mascot như mùa đầu tiên.
Đánh giá tổng thể của Zing News về mùa 2 của chương trình cho thấy mặc dù vẫn có nhiều tiết mục ấn tượng, nhưng sức hút của chương trình không được như mùa đầu tiên phần lớn do phần dàn dựng và chất lượng âm nhạc. Sự thay đổi không báo trước về việc tách phần lộ diện ở tập 2 mang đến "hiệu ứng ngược" cho chương trình khi lượt xem từ tập 3 giảm mạnh, đến khi chương trình nhận ra được sai lầm và đưa phần lộ diện trở lại vào chung một tập từ tập 7 thì khán giả đã không còn có sự cuồng nhiệt với chương trình như ở mùa trước. Phần âm nhạc bị đánh giá là thiếu sáng tạo khi số lượng các ca khúc thể loại ballad ở mùa này quá nhiều, trong khi các ca khúc mới của các nhạc sĩ hoặc chính các mascot sáng tác không tạo được sức hút đáng kể với khán giả. Các giọng ca của mùa này mặc dù đảm bảo chất lượng nhưng không đồng nhất hay có sự phổ biến rộng rãi với công chúng như ở mùa đầu tiên, đặc biệt khi so sánh phong cách âm nhạc của Cú Tây Bắc so với các mascot còn lại.

#### Thiết kế mascot
Sự cầu kỳ và đầu tư của những bộ trang phục mascot ở mùa đầu tiên khiến cho khán giả đặt nhiều kỳ vọng hơn vào trang phục của các mascot trong mùa thứ 2. Tuy nhiên, khi chương trình công bố teaser, nhiều khán giả cảm thấy không hài lòng vì chúng thiếu đầu tư hẳn so với mùa trước. Các mascot trong mùa này bị khán giả đánh giá là quá đơn giản vì trang phục thí sinh mặc giống như người bình thường, nếu không tính đến chiếc đầu được hóa trang. Nhiều ý kiến cho rằng nhà thiết kế Ngô Mạnh Đông Đông không có đủ thời gian để đầu tư kỹ lưỡng cho các mascot, bởi từ thời điểm kết thúc mùa 1 đến thời điểm bắt đầu mùa 2 chỉ cách nhau 9 tháng. Cũng có ý kiến cho rằng kinh phí sản xuất mùa 2 đã bị giảm đi đáng kể, ảnh hưởng đến việc đầu tư cho các mascot – vốn là yếu tố được cho là đầu tư khá tốn kém trong chương trình. Mặc dù vậy, nhiều khán giả vẫn chờ đợi vào sự nâng cấp của các mascot trong những vòng sau để tạo điểm nhấn khác lạ cho các nhân vật.

#### Lùi phần công bố kết quả và lộ diện của tập 2–6
Tập 2 của chương trình phát sóng vào ngày 11 tháng 8 năm 2023 khiến nhiều khán giả phẫn nộ và tranh luận trên fanpage của chương trình bởi thay vì công bố kết quả vòng đối đầu và nhân vật phải lộ diện đầu tiên ở bảng B, chương trình lại kết thúc ngay và hẹn khán giả xem tiếp phần còn lại vào thứ tư tuần kế tiếp, tức là vào ngày 16 tháng 8 năm 2023. Họ cho rằng chương trình đang cố tình bày chiêu trò để câu kéo lượt xem và không tôn trọng khán giả, đồng thời khẳng định rằng sẽ không xem nữa nếu tình trạng này vẫn còn xảy ra trong những tập tiếp theo. Theo VieZ, sự thay đổi trên khiến kết quả trở nên kịch tính và khó đoán hơn, nhưng theo Hoa Học Trò, việc lùi lại như vậy dễ gây loãng mạch cảm xúc và sẽ khiến nhiều khán giả mới trở nên hoang mang về lịch phát sóng hay thời lượng của chương trình. Bản thân tập này cũng bị đánh giá thấp so với tập đầu tiên vì những tiết mục trong tập này đều mang hơi hướng ballad thay vì tiết tấu sôi động, khiến tổng thể tập 2 bị cho là một màu và thiếu điểm nhấn.
Việc chia tách phần trình diễn và lộ diện tiếp tục kéo dài đến hết tập 6. Kể từ tập 7 trở đi, cả hai phần đã được gộp trở lại vào cùng một tập. Mặc dù vậy, một bài viết trên báo Tuổi Trẻ thắc mắc liệu sự thay đổi liên tục như thế này có phải là vì mục đích tăng lượt xem cho chương trình hay không, dù cho phần lộ diện tách ra từ tập 2 đến tập 6 chỉ kéo dài khoảng 30 phút.

#### Ban cố vấn bị tố "diễn sâu"
Ban cố vấn của mùa này đã gây ra sự khó chịu cho khán giả bởi cách thể hiện của họ trước ống kính. Mặc dù có những mascot có giọng hát quá đặc trưng khiến khán giả nhận ra ngay từ lúc hát, nhưng có thể vì muốn chương trình trở nên thêm thú vị mà ban cố vấn đã cố tình không nhận ra họ. Chẳng hạn như "Khỉ Hồng" – nhân vật của Ưng Hoàng Phúc trong tập 1, dù Tóc Tiên viết vào tờ giấy là Ưng Hoàng Phúc nhưng các cố vấn lại đưa ra những dự đoán khác nhau về danh tính của mascot Khỉ Hồng. Hay như Cừu Bông ở tập 2, dù chưa lộ diện nhưng nhiều khán giả đoán là Khởi My với màu giọng quá đặc trưng của cô, thậm chí còn có một clip cover bài hát "Bước qua đời nhau" của cô do chính cô chia sẻ trước đó – đây cũng là bài hát mà mascot Cừu Bông thể hiện trong chương trình; tuy vậy không một ai trong ban cố vấn đoán mascot này là Khởi My. VOH cho rằng do mùa 2 có những giọng hát quá đặc trưng nên việc ban cố vấn cố gắng giữ danh tính của các nghệ sĩ tham gia là điều dễ hiểu, nhưng có lẽ họ chưa làm điều đó được khéo léo, tạo cảm giác "chiêu trò", khiến cho khán giả cảm thấy phản cảm.

#### Liên quan đến kết quả của tập 3
Tập 3 của chương trình khiến khán giả vô cùng tiếc nuối khi ca sĩ Khánh Linh – danh tính thật sự của mascot Madame Vịt phải ra về quá sớm, trong khi Thỏ Xỏ Khuyên, người được cho là có màn trình diễn tệ nhất tập này, lại giành chiến thắng áp đảo. Khán giả phỏng đoán rằng vì có quá ít thí sinh nam nên chương trình phải tìm cách giữ mascot này lại; tuy nhiên, phần thể hiện của Thỏ Xỏ Khuyên lại không đủ để thuyết phục được mục tiêu ấy, mascot này thậm chí còn bị so sánh với Chàng Lúa ở mùa 1. Đối với điều đó, những người dự đoán thân phận của Thỏ Xỏ Khuyên là ca sĩ Hoàng Dũng cũng đã lên tiếng bênh vực anh. Họ tranh biện rằng Hoàng Dũng vốn là một ca sĩ hát rất hay nhưng anh đã cố tình giấu giọng của mình lại ngay vòng đầu, hơn nữa anh đã chọn bài hát chưa phù hợp và cố vấn nghệ thuật của chương trình đã biên dựng phần trình diễn của anh chưa hợp lý. Khán giả tin rằng Hoàng Dũng sẽ thật sự lấy lại phong độ ở những vòng sau.

#### Các manh mối không liên quan
Những manh mối liên quan đến các mascot ở mùa này bị cho là vô lý khi đã "đánh đố" khán giả đến mức không thể đoán ra được. Một số manh mối gây khó hiểu cho khán giả có thể kể đến như manh mối "chè khoai dẻo" của "Thỏ Xỏ Khuyên" Hoàng Dũng, manh mối về hình ảnh World Cup của "Madame Vịt" Khánh Linh, và manh mối "giảng viên dạy múa" của "Nàng Tiên Hoa" Dương Hoàng Yến. Ngoài ra, một vài nhân vật cũng xuất hiện các manh mối gây nhiễu nhằm đánh lừa người xem; chẳng hạn nhân vật "Cừu Bông" với các gợi ý "cô tiên", "2013" để khán giả đoán Miu Lê thay vì Khởi My. Nhiều khán giả cho rằng những manh mối mà chương trình cung cấp không còn đáng tin cậy nữa khi chỉ cần nghe giọng hát đã có thể đoán ra danh tính thật của các mascot.

#### Khác
Nhiều khán giả phát hiện ra rằng ba phần lộ diện trong ba tập 4, 6 và 7 của "Bạch Khổng Tước" Hoàng Mỹ An, "Tê Giác Ngộ Nghĩnh" Châu Khải Phong và "Cáo Tiểu Thư" Vũ Thảo My đều nhận về cùng tỷ lệ bình chọn thấp nhất là 11,65%. Điều này đã khiến họ đặt nghi vấn liệu đây là sự trùng hợp ngẫu nhiên hay có sự dàn xếp trước của nhà sản xuất.
Sự xuất hiện của Châu Khải Phong trong mascot Tê Giác Ngộ Nghĩnh ở tập 6 đã dấy lên ý kiến cho rằng anh chỉ là "ca sĩ hội chợ" và không xứng đáng để xuất hiện tại Ca sĩ mặt nạ. Đáp lại, anh bày tỏ rằng điều quan trọng nhất chính là sự cố gắng trong suốt hành trình ca hát của anh.
Tập 9 của chương trình gây tranh cãi ngay khi tung teaser có sự xuất hiện của khách mời Đạt G. Cộng đồng mạng cho rằng một người từng dính vào scandal bạo hành bạn gái như anh không nên được mời vào một chương trình truyền hình về âm nhạc như Ca sĩ mặt nạ.

### Bên lề chương trình

#### Tranh cãi về giá véAll-star Concert 2023
Đầu tháng 11, ban tổ chức của chương trình thông báo rằng sự kiện All-star Concert 2023 sẽ được tổ chức tại Trung tâm Triển lãm và Hội nghị Sài Gòn (SECC), thành phố Hồ Chí Minh với giá vé dao động từ 800.000 đến 5.000.000 đồng. Trong bối cảnh chương trình đang giảm sức hút, việc giá vé concert mùa 2 tăng lên so với mùa đầu tiên khiến nhiều khán giả có phần e ngại.

#### Liên quan đến sự kiện All-star Concert
Sự kiện All-star Concert cùng với đêm công bố và trao giải của chương trình nhận về nhiều ý kiến trái chiều. Trước khi thứ hạng top 3 được công bố, nhiều khán giả đã đoán được danh tính của ba mascot Ong Bây Bi, Cú Tây Bắc và Voi Bản Đôn. Vì thời lượng của sự kiện kéo dài hơn 4 tiếng đồng hồ, nên nhiều khán giả không mong đợi vào phần lộ diện của các mascot và bỏ về khi chương trình vẫn còn chưa kết thúc. Bên cạnh lý do kết quả dễ đoán, các tiết mục trong chương trình cũng không đủ để kéo khán giả ở lại, nhất là khi có nhiều tiết mục pop-ballad được thể hiện xuyên suốt concert, và đem nhiều bản phối từng được thể hiện trong chương trình vào concert.
Chất lượng âm thanh là yếu tố gây tranh cãi nhiều nhất trong sự kiện, khiến phần lớn màn thể hiện của các ca sĩ, kể cả những giọng hát có kỹ thuật tốt đều bị lấn át bởi phần âm nhạc quá to. Ngay cả những phần trình diễn đầu tiên của "Bạch Khổng Tước" Hoàng Mỹ An hay "Cáo Tiểu Thư" Vũ Thảo My đều không thể nghe rõ được lời vì âm thanh quá nhỏ so với phần nhạc nền; phần thể hiện của Trương Thảo Nhi và Phạm Đình Thái Ngân – những người trong bộ mascot Cá Ngựa Đôi – cũng tạo cảm giác khô cứng, gượng ép và thiếu cảm xúc cho người nghe. Bên cạnh đó, nhiều khán giả nhận ra nhiều ca sĩ lựa chọn hát lip-sync (hát đè) thay vì hát live cho tiết mục của mình. Theo Hoa Học Trò, nhiều mascot và nghệ sĩ còn bị hát trễ lời ngay trên sân khấu vì hệ thống tai nghe in-ear gặp vấn đề.